# Cynopterus sphinx
Il pipistrello dal muso corto maggiore (Cynopterus sphinx  Vahl, 1797) è un pipistrello appartenente alla famiglia degli Pteropodidi, diffuso nell'Ecozona orientale.

## Descrizione

### Dimensioni
Pipistrello di piccole dimensioni con la lunghezza della testa e del corpo tra 76 e 113 mm, la lunghezza dell'avambraccio tra 64 e 79 mm, la lunghezza della coda tra 4,5 e 19 mm, la lunghezza del piede tra 12,6 e 18 mm, la lunghezza delle orecchie tra 16 e 27,9 mm, un'apertura alare fino a 43,6 cm e un peso fino a 67 g.

### Aspetto
La pelliccia è corta. Il colore del dorso varia dal grigio-brunastro scuro al bruno-nerastro, la testa è più scura, la nuca è fulvo-rossastra, mentre le parti ventrali sono grigiastre chiare. Nei maschi il mento, le spalle e i lati del petto sono arancioni, nelle femmine è presente soltanto un collare fulvo. Il muso è relativamente corto, largo, ricoperto di peli e con le narici leggermente tubulari e divaricate. Gli occhi sono grandi. Le orecchie sono marroni scure, larghe, con l'estremità appuntita e i bordi vistosamente marcati di bianco. Le ali sono marroni scure, le dita e l'avambraccio sono bianchi. La coda è corta, mentre l'uropatagio è ridotto ad una sottile membrana lungo la parte interna degli arti inferiori.

## Biologia

### Comportamento
Si rifugia in piccole colonie fino a 30 individui tra le fronde delle palme, sugli alberi, sotto i tetti di case e in grotte superficiali ed illuminate. È stato osservato anche all'interno di alberi cavi. Diviene attivo 30 minuti dopo il tramonto e prosegue per tutta la notte. Il volo è lento e manovrato. Effettua migrazioni fino a 90 kM.

### Alimentazione
Si nutre di frutti di Annona muricata, guava, mango e di fiori e frutti di vari tipi di palme e di banane.

### Riproduzione
Danno alla luce un piccolo alla volta più volte l'anno. Femmine gravide sono state osservate in Thailandia da febbraio a giugno, in Vietnam tra giugno e luglio, mentre altre che allattavano sono state catturate nel mese di settembre. Esemplari giovani sono stati osservati a luglio e marzo. In India sono stati registrati due periodi di attività sessuale tra settembre ed ottobre e ancora tra febbraio e marzo, intervallati da due periodi di inattività.

## Distribuzione e habitat
Questa specie è diffusa nell'Ecozona orientale dal Pakistan attraverso tutto il Subcontinente indiano, la Cina meridionale, l'Indocina fino all'isola indonesiana di Giava, del Borneo e di alcune isole vicine.
Vive in differenti tipi di habitat, dalle foreste primarie e secondarie fino agli insediamenti urbani e le zone rurali fino a 400 metri di altitudine.

## Tassonomia
Sono state riconosciute sei sottospecie:
- C.s.sphinx: Pakistan orientale, India, Nepal, Bhutan, Sri Lanka, Bangladesh, Isole Andamane, Isole Nicobare centrali e meridionali;
- C.s.angulatus (Miller, 1898): Myanmar, Laos, Vietnam e Isola di Phú Quốc, Cambogia, province cinesi meridionali dello Yunnan, Guangxi, Fujian, isola di Hainan ed estrema parte sud-orientale dello Xizang, Thailandia, Penisola Malese settentrionale, Langkawi, Sumatra, Krakatau, Giava occidentale, Bali, Borneo sud-orientale;
- C.s.babi (Lyon, 1916): Pulau Besar, lungo le coste orientali della Penisola Malese;
- C.s.pagensis (Miller, 1906): Sipora, Siberut, Pagai del nord, Isole Batu;
- C.s.scherzeri (Zelebor, 1869): Car Nicobar e Chowra nelle Isole Nicobare settentrionali;
- C.s.serasani (Paradiso, 1971): Serasan, nelle Isole Natuna.

## Conservazione
La IUCN Red List, considerato il vasto Areale, la popolazione numerosa e la presenza in diverse aree protette, classifica C.sphinx come specie a rischio minimo (Least Concern)).